# Карл Густав Вітт
| 422 Бероліна | 8 жовтня 1896  |
| 433 Ерос     | 13 квітня 1898 |

Карл Густав Вітт (29 жовтня 1866 , Берлін  — 3 січня 1946 , Фалькензее, Бранденбург ) — німецький астроном.
Працював з 1892 року в обсерваторії Уранія в Берліні, де він відкрив два астероїди. Докторську дисертацію писав під керівництвом Юліуса Баушингера, яку захистив у 1905 році.
З 1909 року викладав у Берлінському Університеті Фрідріха Вільгельма. Обсерваторію університету очолив у 1913 році.
З 1909 приват-доцент, з 1916 року — почесний професор, з 1921 штатний професор астрономії в Університеті Фрідріха Вільгельма в Берліні.
На знак визнання його роботи астероїд 2732 Вітт був названий на його честь.